# Søofficersuddannelsen
Søofficersuddannelsen er det danske forsvars uddannelse til officer i Flåden, benævnt en søofficer. Uddannelsen til søofficer blev grundlagt i 1701 og er dermed den ældste af sin art i verden. I 2019 indførtes løjtnantsuddannelsen, hvorefter Officers- og Løjtnantsuddannelsen for Søværnet benævnes Officersuddannelserne for Søværnet.
Uddannelserne omfatter undervisning i maritime operationer, ledelse og styring i Flåden, samt fag som statskundskab med særlig fokus på sikkerheds- og forsvarspolitik. Uddannelserne har særlige moduler, der afhængigt af valgte retning sætter én i stand til at udføre navigation, vedligeholde og reparere maskineri og elektronik om bord på Søværnets enheder. Uddannelserne til søofficer varer fra 1-2 år til lige under 3 år, afhængig af uddannelse og retning.

## Uddannelserne
Søofficersuddannelserne er opdelt i tre linjer:
- Taktisk. Den taktiske officer har viden, færdigheder og kompetencer til at kunne fungere som vagtchef i Søværnets sejlende enheder.
- Maskinteknisk. Den maskintekniske officer har viden, færdigheder og kompetencer til at kunne fungere som vagthavende maskinofficer i Søværnets sejlende enheder.
- Våben- og elektroteknisk. Den våben- og elektroniktekniske officer har viden, færdigheder og kompetencer til at kunne fungere som sektionsleder i våben- og elektronikdivisionen i Søværnets sejlende enheder.

De formelle adgangskrav for at blive optaget på officersuddannelserne afhænger af ens uddannelsesmæssige baggrund. Som officer i Søværnet kræves der en mellemlang uddannelse fx en bachelor eller professionsbachelor. Til løjtnantsuddannelsen kræves der en uddannelse på gymnasialt niveau (niveau 4) eller højere. Derudover er der retningsspecifikke krav til hver linje uanset uddannelse.
For at blive optaget på en officersuddannelse i Forsvaret skal man foruden de formelle krav kunne bestå optagelsesprøverne, som inkluderer forskellige former for fysiske tests, intelligenstests og psykologsamtale. Derudover er det et krav at man skal kunne sikkerhedsgodkendes, og at man kan opfylde Forsvarets helbredskrav.

## Søværnets Officersskole
Søværnets Officersskole (forkortet SOS) er officersskolen, hvor alle kommende officerer til Søværnet modtager søofficersuddannelsen. Skolen er i dag organisatorisk underlagt Forsvarsakademiet og har tidligere været benævnt Søe Cadet Compagniet, Søe Cadet Academiet, Søofficersskolen samt Kadetskolen. Skolens engelske navn er Royal Danish Naval Academy.

## Historie
- Januar 1701: General-Admiralløjtnant U.C. Gyldenløve indstiller oprettelse af et Søe Cadet Compagni, hvor unge mænd kan modtage uddannelse i sømandskab, militær træning, taktik og navigation med henblik på at blive søofficerer.
- 26. februar 1701: Gyldenløves indstilling om oprettelsen af Søe Cadet Compagniet bifaldes af Kong Frederik d. 4.

Inspirationen kom fra Holland og Frankrig, der havde systematiseret officersuddannelserne i løbet af 1600-tallet. Før 1701 fandtes der ingen egentlig officersuddannelse i Danmark. I det hele taget fandtes der ingen andre højere læreanstalter med et praktisk sigte. Efter Københavns Universitet (oprettet 1479) er Søværnets Officersskole Danmarks næstældste højere læreanstalt. Skolen oprettedes på Bremerholm tæt ved Holmens Kirke.
- 26. april 1701: Kommandør C. T. Sehested bliver indsat som den første chef for Søe Cadet Compagniet.
- 1709: Søe Cadet Compagniet omdøbes til Søe Cadet Academiet.
- 1727: Skolen flytter til det i 1704 opførte Operahus (hvor Østre Landsret i dag har til huse), hvor Landkadetakademiet havde til huse.
- 1788: Skolen flytter til Frederik VIII's Palæ i Amalienborg, hvortil Landkadetakademiet flyttede i 1767.
- 1827: Skolen flytter til den Søbøtkerske Gård på hjørnet Bredgade/Esplanaden.
- 1865: Skolen flytter til Søartilleriets tidligere kontorbygning på Christiansholm.
- 1869: Søe Cadet Academiet omdøbes til Søofficersskolen. Skolen flytter til Gernersgade 20 i Nyboder. Oprindelig opført som Nyboders Pigeskole i 1856.
- 1903: Søofficersskolen omdøbes til Kadetskolen.
- 1946: Skolen flytter til Holmen. Bygningerne var allerede færdige i slutningen af 1930'erne, men på grund af besættelsen blev udflytningen forsinket.
- 1951: Kadetskolen omdøbes til Søværnets Officersskole
- 1964: Skolens elever bliver ikke længere indkvarteret på skolen, der tidligere var en kostskole.
- 1966: Søværnets Kadetforening oprettes.
- 1969: Søværnets Specialofficersskole slås sammen med Søværnets Officersskole.
- 1970: Uddannelsen på skolen restruktureres i henhold til en ny uddannelsesplan, og der oprettes 10 faggrupper med hver deres speciale.
- 2018: 16. april flytter skolen til Svanemøllens Kaserne, som konsekvens af Forsvarsforliget 2018-2023.[2]